# Ихтимански говор
Ихтиманският говор е български диалект, говорен в предимно в селищата в Ихтиманското поле, както и по течението на р. Марица.
Разглежда се като преход между ботевградския и самоковския говор.

## Характерни Особености
- Гласна a вместо стб. ѫ и ъ: зап, кàшта, мàш, рàка; бас, вàнка, дàска, кàсно, тàча (тъка), вàтак, вòсак, пèтак, сàбера, сàбуйа. Само в представката въз има случаи с гласна o вместо стб. ъ: возвѝе, восèдне.
- Гласна ъ вместо съчетание ъл, лъ след неустнена съгласна: гъ̀там, жът (жълт), съ̀ба, съ̀зи. След устнена съгласна обаче има гласна у: буà, вук, вỳна, мучѝ (мълчи), пун (пълен), пух (плъх).
- Липса на меки съгласни в края на думата: сол, фасỳл, ден, кон, зет, път.
- Членна форма за мъжки род единствено число -а: гърбà, носà, стòла, човèка.
- Глаголно окончание на 1 л. ед. ч. сег. време -а: нòса, òда, пèра, пѝша.
- Частица за бъдеще време ше и ште: ше вѝда, ше дàм, ше нòси, ше вървàт; ште вѝда, ште дàм, ште нòси, ште вървàт. В селата към Костенец и Самоковско обаче се среща частица к’у, к’е: к’у вѝда, к’у дàм, к’е нòси, к’е вървàт.
- Лично местоимение за 3 лице: той, т’а, то, те.